# ŽRK Budućnost Podgorica
Ženski Rukometni Klub Budućnost je ženský házenkářský klub z černohorského města Podgorica. Založen byl v roce 1949. Je součástí sportovní jednoty SD Budućnost. Jeho největšími úspěchy jsou dvě vítězství v nejprestižnější evropské klubové soutěži, Lize mistrů EHF (2012, 2015). Třikrát vyhrál rovněž Pohár vítězů pohárů (1985, 2006, 2010) a jednou Pohár EHF (1987). Má na svém kontě rovněž 18 titulů mistra Jugoslávie (1985, 1989, 1990, 1992, 1993, 1994, 1995, 1996, 1997, 1998, 1999, 2000, 2001, 2002, 2003, 2004, 2005, 2006) a 16 titulů mistra Černé Hory (2007, 2008, 2009, 2010, 2011, 2012, 2013, 2014, 2015, 2016, 2017, 2018, 2019, 2021, 2022, 2023). K neslavnějším hráčkám patří Katarina Bulatovićová, Milena Raičevićová, Jovanka Radičevićová, Cristina Neaguová, Allison Pineauová nebo Andrea Lekićová. Klubovými barvami jsou modrá a bílá. Své domácí zápasy hraje ve Sportovním centru Morača, kam se vejde 6000 diváků.